# Piedras Negras (sitio arqueológico)
Piedras Negras cuyo nombre original fue Yo’ki’b (significa «gran entrada»), es un sitio arqueológico prehispánico de la civilización maya situado en la cuenca del Usumacinta, dentro del parque nacional Sierra del Lacandón. Contiene importantes vestigios de una de las ciudades más importantes del período clásico maya. Aunque la cerámica hallada en el sitio indica una ocupación desde el 700 a. C., al 820 d. C., fue entre los años 450 y 810 d. C., que la ciudad alcanzó su tamaño actual, así como su mayor apogeo.La riqueza escultórica, del lugar junto con la información cronológica precisa sobre las vidas de sus élites, ha permitido a los arqueólogos reconstruir la historia del sistema político de la que fue la ciudad más grande en la cuenca del río Usumacinta. La rivalidad más documentada de Piedras Negras fue con la ciudad maya de Yaxchilán, ubicada al otro lado del río Usumacinta.

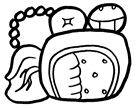
Glifo de Yokib' (Piedras Negras)

Fue en esta ciudad donde la arquitecta Tatiana Proskouriakoff descifró por primera vez las inscripciones en las estelas que describen eventos de la política del período Clásico maya. Fue la mayor ciudad prehispánica de la cuenca del Usumacinta, y es considerada uno de los monumentos culturales más importantes de Guatemala, a pesar de su aislamiento.
Fue documentada por primera vez por el arqueólogo Teoberto Maler en 1895. Más tarde, en la década de 1930, la Universidad de Pensilvania realizó excavaciones extensas, descubriendo gran parte de su arquitectura y arte.

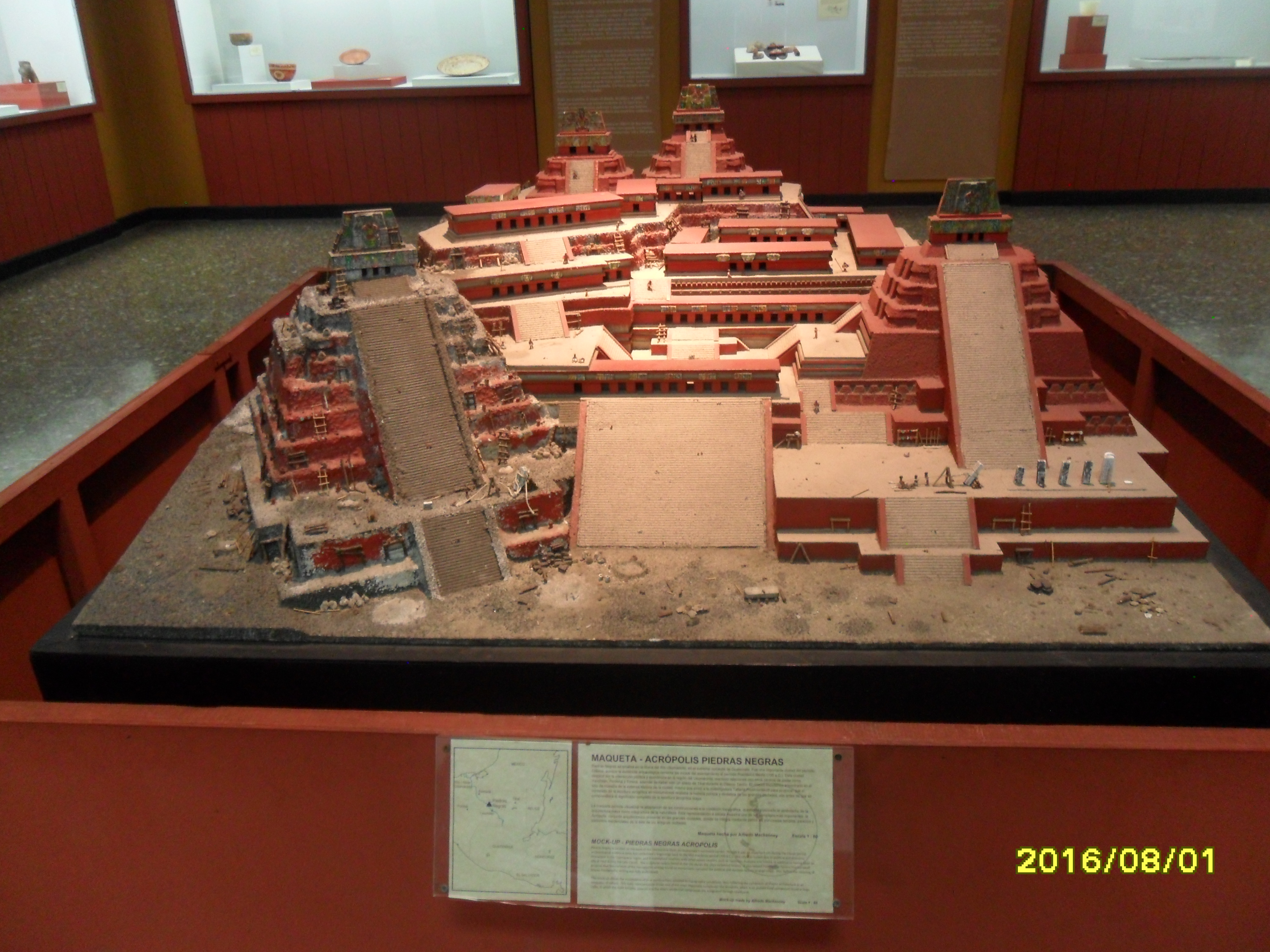
Maqueta de la Acrópolis de Piedras Negras

## Localización
Piedras Negras se encuentra en el departamento de Petén, Guatemala, dentro del parque nacional Sierra del Lacandón, en el lado este de la cuenca del Usumacinta. Se localiza en lo alto de una escarpa, ocupando una serie de valles situados a considerable altura en la ribera. Cuenta con 2 acrópolis, 2 juegos de pelota y 4 plazas, cubre una extensión aproximada de 4 km².

## Toponimia
El nombre "Piedras Negras" se debe al color de las piedras usadas en su construcción, el nombre de la entidad política durante el periodo clásico maya fue Yokib' ("La Entrada", "El Agujero" o "La Gran Puerta" ). La etimología del nombre original puede deberse a los profundos cañones corriente abajo del alto Usumacinta, o a una poza cercana de 100 m de diámetro, tipo de cenote que actualmente se encuentra seco, asociados a portales de comunicación con el inframundo; o bien, a su posición estratégica en la planicie del moderno estado de Tabasco para el comercio entre la zona del Golfo, el altiplano maya y el Petén central.

## Exploraciones

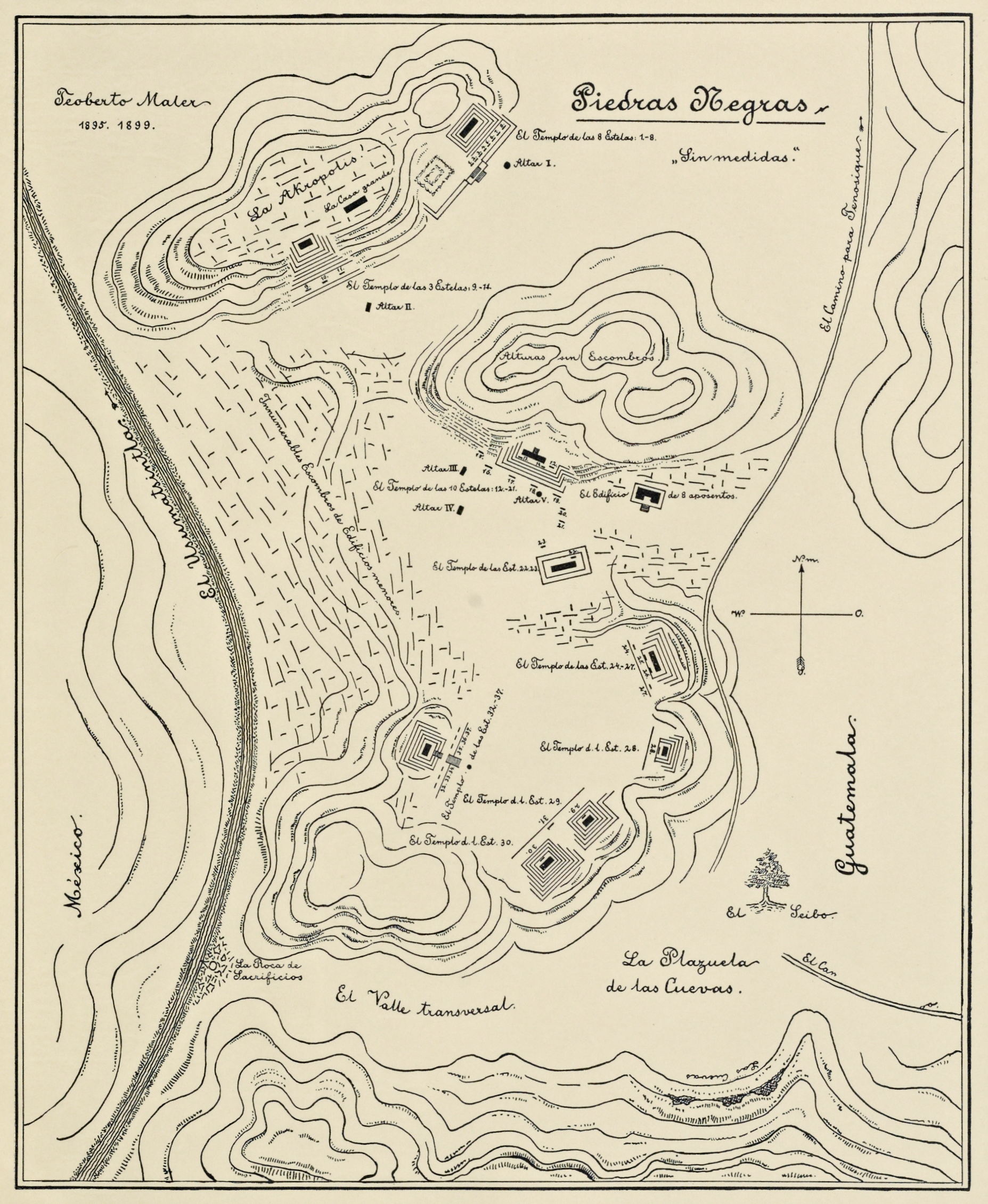
Mapa de piedras negras realizado por Teoberto Malera.

### Teobert Maler (1895 - 1898)
Uno de los primeros investigadores en llegar al sitio fue Teobert Maler, quien en 1895 hizo un viaje por el área maya que lo llevó a varios lugares, entre ellos Piedras Negras, donde tomó las primeras fotografías de las esculturas. Más adelante, en 1898, patrocinado por el Museo Peabody de Arqueología y Etnología, Maler volvió a Piedras Negras y pasó cuatro meses allí explorando la ciudad.

### Proyecto de la Universidad de Pensilvania (1931 - 1939)
Entre 1931 y 1939 el arqueólogo Sylvanus Morley también visitó el sitio en un proyecto de exploraciones intensivas que duró casi una década patrocinado por el Museo de la Universidad de Pensilvania. Este proyecto produjo un buen registro de la escultura monumental y el conocimiento de la cúspide de algunos templos.
Fue debido a este proyecto que la arqueóloga, artista y arquitecta Tatiana Proskouriakoff, (1909-1985) llegó como dibujante a este lugar entre 1934 y 1938. El trabajo de análisis y desciframiento de los registros dinásticos iniciado por Tatiana Proskouriakoff en la década de los años 30 y 40 mostró que los monumentos registraban las fechas de nacimiento, ascenso al trono, muerte y guerras de los soberanos de Piedras Negras, este hallazgo revolucionó el mundo de la arqueología maya, dando nuevas luces a las investigaciones epigráficas que más tarde se convertirían en la base fundamental para el estudio de las dinastías mayas.
La investigadora estableció sus propios métodos de copiar y analizar científicamente las inscripciones, lo que le valió el revolucionario descubrimiento de la historia dinástica en las inscripciones. Al analizar las fechas, Proskouriakoff se dio cuenta de que eran ciclos de aproximadamente 50 años, entonces propuso que esto se refería a la vida y muerte de una persona del alto rango. A partir de allí se reconoció que los textos también eran históricos. Pero el proyecto se suspendió debido a la Segunda Guerra Mundial, y el sitio de Piedras Negras cayó en el abandono.

### Escobedo y Houston (1997 - 2004)
Posteriormente se llevarían a cabo nuevas investigaciones en cinco etapas, desarrolladas de 1997 a 2000 y 2004 y dirigidas por los arqueólogos Héctor L. Escobedo y Stephen D. Houston. En la primera de dichas etapas participó el arqueólogo Tomás Barrientos, director del Departamento de Arqueología de la Universidad del Valle de Guatemala. Como resultado de esas cinco etapas de exploración, hoy se sabe que la ocupación del sitio se inició en el Preclásico Medio maya, cerca del 600 a. C. y que la población fundadora de Piedras Negras llegó del centro de Petén.

### Últimas exploraciones
Después de las cinco temporadas dirigidas por Escobedo y Houston, la Fundación Defensores de la Naturaleza patrocinó algunas excavaciones menores a cargo del arqueólogo Luis Romero. En la actualidad no hay investigaciones en el sitio.

## Historia
1. Quiriguá
2. Tikal
3. Uaxactún
4. Piedras Negras/
Yaxchilán
5. Aguateca
6. Palenque
7. Cobá
8. Comalcalco
9. Copán

Piedras Negras es la mayor de las ciudades de la cuenca del río Usumacinta y una población que dominó la región por gran parte del período Clásico Tardío.
La ciudad se desarrolló en la margen derecha del río Usumacinta: esta estratégica ubicación le permitió tener un importantes redes de comercio con otras ciudades de la Cuenca del Usumacinta y con ciudades de las tierras mayas altas, lo que propició un importante crecimiento de su población, convirtiéndola en la ciudad maya más importantes y grande de la región, lo que provocó serias disputas con sus vecinos, desembocando en continuas y sangrientas batallas.
Durante su existencia, hubo cuatro gobernantes del período Clásico Temprano y en uno de los monumentos de ese período, el Altar I, se encontraron evidencias de que los orígenes de las dinastías reinantes se remontaban al pasado mitológico de la Cultura Maya. Hacia el final del Clásico Temprano los edificios del período que se encontraba en el Grupo Oeste fueron demolidos como parte de un ritual de destrucción, que probablemente ocurrió durante el reinado de K'inich Yo'nal Ahk I (603 a 639 d. C.), quien habría iniciado su reinado tras una cruenta derrota que acabó con el linaje real anterior y por eso decidió destruir los antiguos edificios y edificar los suyos propios.
Entre el año 608 a. C. hasta el 810 d. C., cada uno de los veintidós Hotun —períodos de mil ochocientos días— que ocurrieron fueron conmemorados con la escultura de un monumento. Esto hizo que la arqueóloga Tatiana Proskouriakoff fue capaz de estudiarlos y presentar la hipótesis de que los textos mayas se referían a acontecimientos políticos e históricos, y que no solamente se hacían inscripciones míticas, astronómicas o religiosas, como se creía hasta ese momento. Proskouriakoff se dio cuenta de que la secuencia de las fechas de las estelas formaba seis grupos, cada uno de los cuales se iniciaba con la representación de una figura masculina sentada en una posición elevada, que ella interpretó como la fecha de ascenso al poder. Por su parte, el resto de las estelas en cada grupo conmemoraba cinco años transcurridos en el reino de cada uno de los gobernantes.

### Guerras
La historia política de Piedras Negras estuvo marcada por una rivalidad continua con su vecina Yaxchilán y ocasional con La Mar, Palenque, Hix Witz, Sak Tz'i, Wa-Pájaro, Pomoná, y Moral Reforma. De hecho, se sabe que Piedras Negras y Yaxchilán fueron dos grandes enemigos que luchaban por dominar el área del Usumacinta.
Para poder hacer frente a estas continuas guerras y dominar la región, los monarcas de Piedras Negras establecieron a través del tiempo diversas alianzas con otras ciudades como Calakmul, El Cayo, Lacanhá, Bonampak y El Naranjo-La Florida. Con Calakmul, Piedras Negras formó un importante eje militar que le permitió enfrentar a Palenque y dominar en diversos momentos las ciudades del oriente de Tabasco como Pomoná, Moral Reforma, Panhalé, y Santa Elena, con lo que en un momento dado logró controlar el paso por el Usumacinta, importante cruce de mercancías, armas y personas.
Prueba de ello es que según una interpretación retomada recientemente por Stephen Houston, el rey de Calakmul parece haber participado en una ceremonia en Piedras Negras, en febrero de 662 d. C. Y cinco días después, Piedras Negras ataca Santa Elena y otro sitio que se cree es Pomoná, que en ese entonces eran dominadas por Palenque, y más tarde, en el año 790 d. C. sostuvo otra guerra en contra de Pomoná, a la que derrotó, pudiendo controlar el paso por el Usumacinta.

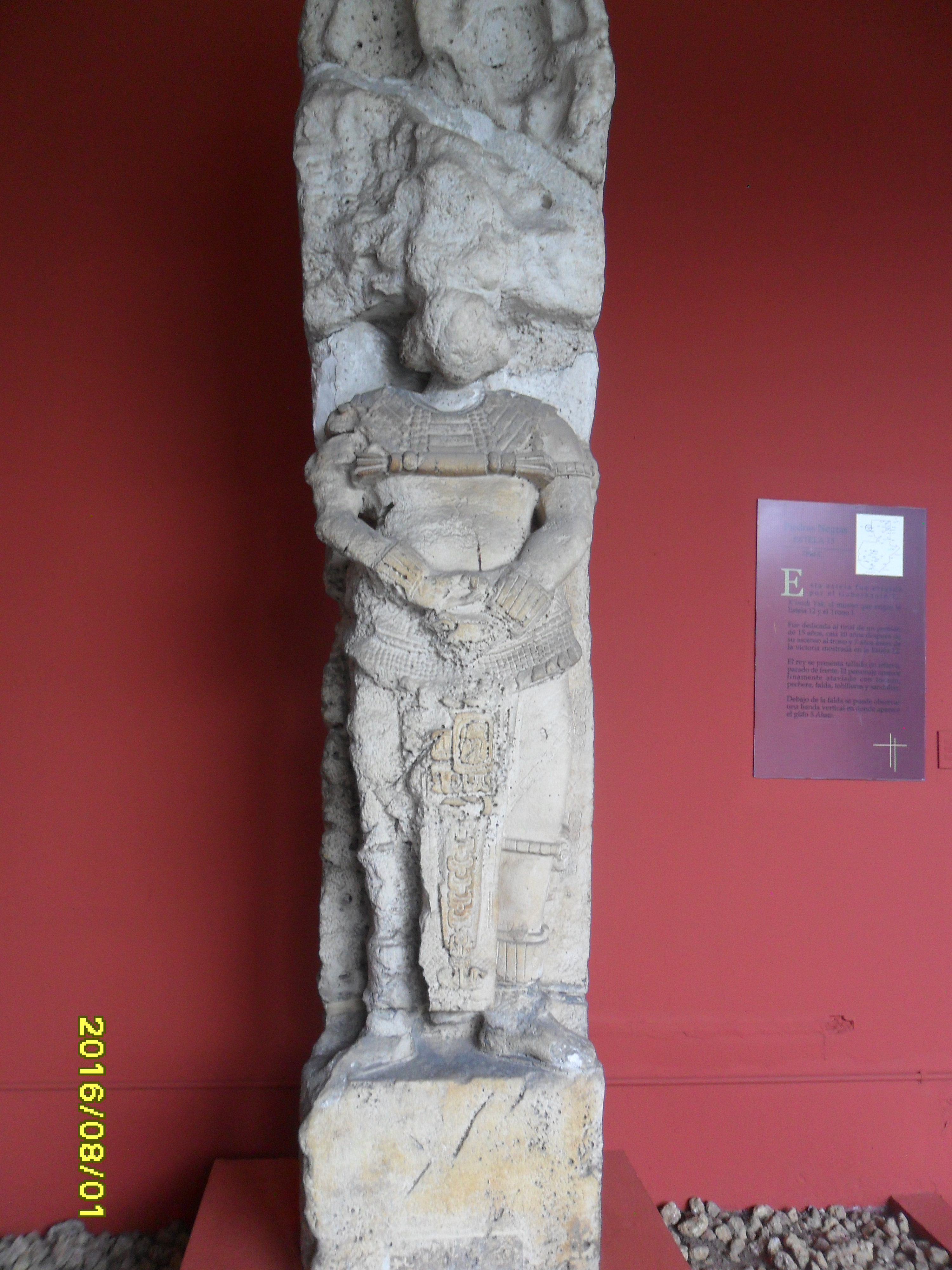
Estela Piedras Negras, Museo de Arqueología de Guatemala

Las disputas entre Palenque y el eje Calakmul - Piedras Negras por las ciudades del oriente de Tabasco mantuvieron la zona en una lucha constante entre las ciudades mayas.

### Guerra contra Santa Elena
La retirada de Palenque del escenario político a mediados del siglo VIII propició que el rey de Piedras Negras K’inich Yat Ahk II deseara expandir sus fronteras hacia el oriente de Tabasco, dominado por los señoríos de Santa Elena y Pomoná. Palenque había sometido a Santa Elena en 659, mientras que dominó a Pomoná hasta mediados del siglo VIII. Con el control de Pomoná, Piedras Negras podría incursionar, a través del Usumacinta, a la planicie costera. Por otro lado, con la toma de Santa Elena, asumiría el control del río San Pedro Mártir y de su complejo sistema hidrográfico.
Seis años después de la entronización de K’inich Yat Ahk II, realizó su primera campaña militar y arremetió contra el señorío de Wan (Santa  Elena). El  acontecimiento está relatado en la Estela 12. El Pasaje 2 menciona que el 23 de agosto de 787 fue capturado el señor Te’nib’ K’uh, “El del Sagrado Pedernal del .... Sol”, el “Vasallo de Fuego” del señor K’ahk’ Jol .... Muwaan, gobernante de Wan. Esta victoria fue significativa, ya que las tropas de Piedras Negras lograron apresar al máximo jefe militar de Santa Elena, con lo que la ciudad debió sucumbir rápidamente. El pasaje finaliza señalando que esa captura “fue la Lanza Afilada (acción guerrera)” de K’inich Yat Ahk II. La ruta que debió haber seguido el ejército de Piedras Negras a Santa Elena fue por vía terrestre. De Yokib’ se dirigieron 30 km hacia el norte, al valle de Redención del Campesino, concentrándose en la guarnición de Álvaro Obregón, y desde ese punto se dirigieron a Wan Ha’; quizá llegaron a través del río San Pedro Mártir.

### La primera guerra contra Pomoná

#### Decapitación de los 13 cautivos de Pomoná
En el año 792 hubo dos ataques contra Pomoná. El primero de ellos ocurrió el 28 de marzo y está consignado en la Estela 3 de La Mar, monumento erigido por Mo’ Jol Chaahk, gobernante de dicha localidad y subordinado de K’inich Yat Ahk II. La inscripción señala que ese día «fue la decapitación de los 13 [cautivos]». El  texto brindaba más información sobre este evento, pero los cartuchos están erosionados. Es posible asegurar que esos trece cautivos provenían de Pomoná: un pasaje posterior de la misma estela menciona la captura del sajal Sak Suutz,originario de Pomoná, mientras  que la escena representa la aprehensión del sajal Aj K’e’ech Aat To’k’, quien también procedía de ese sitio. El ejército de La Mar fue el primero que se desplazó hacia Pomoná, cuatro días antes del ataque de Piedras Negras. Rodrigo Liendo sugiere que el primer tramo de la ruta de La Mar a Pomoná fue a Budsilhá, y de ahí a El Porvenir. Tomás Pérez Suárez opina que a partir de ese punto transitaron por vía terrestre. Se dirigieron hacia el noroeste y cruzaron las actuales poblaciones de Corregidora Ortiz de Domínguez y Tenosique. Desde ese punto habrían seguido su trayecto rumbo a Pomoná, pasando cerca de Panhalé, una guarnición dependiente de la primera. Los guerreros de La Mar debieron cruzar el Usumacinta en algún punto situado frente a Boca del Cerro (cerca del puente moderno). Incluso, Tomás Pérez sugiere que también pudieron haber llegado a este último sitio navegando directamente por el Usumacinta, ya que la incursión tuvo lugar durante la época seca (marzo-abril), cuando el río es completamente transitable entre El Porvenir y Boca del Cerro, incluyendo el Cañón de San José. El objetivo de este primer ataque realizado por el ejército de La Mar habría sido asaltar la ciudad y mantener distraídas a las tropas de Pomoná de la avanzada militar de Piedras Negras, cuyo ejército comenzó a dirigirse silenciosamente hacia la llanura aluvial. Ellos habrían seguido cualquiera de las dos rutas sugeridas por Tomás Pérez. El paso por Boca del Cerro quizá no fue tan difícil, ya que la fuerza defensiva de Pomoná estaba haciendo frente a las tropas de La Mar. En esta situación, la llegada del ejército de Yokib’, el 1 de abril de 792, debió haberlos tomado por sorpresa. Realizada “en dos tiempos”, esta ofensiva revela el genio militar de K’inich Yat Ahk II.

#### La primera guerra contra Pomoná: cautivos
El Pasaje 4 de la Estela 12 de Piedras Negras menciona que el 1 de abril del 792 —cuatro días después de la decapitación de los trece cautivos—“hubo guerra en la tierra de Pakab’u’ul (Pomoná)”. Ese mismo día K’inich Yat Ahk II “puso en orden/heredó las lanzas” (u tz’akaw  te’) de los señores que fueron capturados. El primer cautivo mencionado es “El de ... Chih[Ch’e’en Suutz’].” Aparece representado en la escena de la Estela 12 e identificado por cartuchos que están a la derecha de su imagen, los cuales señalan que era un sajal. Está arrodillado y con las manos atadas a la espalda. Su captor, Mo’ Jol Chaahk, lo mantiene firmemente asido por los hombros.
El siguiente cautivo mencionado en la Estela 12 es referido como “Sak Suutz, El de la [Lanza Afilada] del Sol”. También está representado en la escena, cuyos cartuchos dicen:“Sak Suutz’, sajal”. El prisionero posa la mano derecha sobre su hombro izquierdo, gesto que denota la solicitud de diálogo pacífico. Sak Suutz’ también está mencionado en la Estela 3 de La Mar; gracias a este registro sabemos que su nombre completo fue Sak Suutz’ K’in?...Chaahk,  y que era el sajal del señor Kuuch B’ahlam, gobernante de Pakab’u’ul (Pomoná). En la Estela 17 de Piedras Negras su nombre aparece nuevamente en el contexto de un pasaje erosionado que refería su captura. 
El nombre del siguiente cautivo referido en la Estela 12 está erosionado, pero se puede reconstruir fiablemente como “El de K’e’ech Aat To’k’”. Este personaje está representado en la escena con sus cartuchos labrados sobre la espalda, que dicen: “K’e’e[ch] Aat To’k’, sajal”. Está sentado con las piernas cruzadas y tiene el gesto corporal de solicitud del diálogo pacífico. Este personaje también aparece en la imagen de la Estela 3 de La Mar. Está representado desnudo y en el piso. Intenta posar la mano izquierda sobre su hombro derecho, mientras Mo’ Jol Chaahk lo jala brutalmente de los cabellos. Arriba del cautivo están tres cartuchos que dicen: “fue capturado Aj K’e’ech Aat To’k’.”

#### El regreso a Yokib': la humillación de los cautivos de Pomoná
Después del combate, K’inich Yat Ahk II y su contingente militar regresaron a Yokib’, llevando consigo a los prisioneros. Al llegar a Piedras Negras, los cautivos fueron llevados a  la Estructura J-6, donde se hallaba emplazado el Trono 1, ya que la imagen de la Estela 12 muestra a K’inich Yat Ahk II sentado sobre un trono y a los cautivos, sobre unas escalinatas. Dicha identificación se confirma si recordamos que este edificio también fue la residencia simbólica de los dioses marciales. Cabe suponer que los cautivos fueron llevados a ese lugar, para ser humillados y ofrecidos a los dioses.

### La segunda guerra contra Pomoná
El Pasaje 6 de la Estela 12 de Piedras Negras señala que hubo una «segunda guerra en la tierra... de Pakab’u’ul (Pomoná)». La fecha en que ocurrió este evento está erosionada, pero Schele y Grube(1994) la han reconstruido como 09.18.03.05.19, 1 Kawak 2 Wayeb’,18 de enero de 794. Esta misma fecha aparece en la Estela 3 de La Mar y también está registrada en la Estela 17 de Piedras Negras. El Pasaje 6 no es muy claro, ya que la columna glífica del lado izquierdo está erosionada, pero en el cartucho D14 se leen los títulos de K’inich Yat Ahk II: “El de los 20 Cautivos, Sagrado Señor del Abismo”. Posteriormente, están registrados algunos de los nombres de los cautivos que aparecen en el Pasaje 4 de la Estela 12. Es viable que estos personas cuyos nombres se repiten fueran  capturados hasta la Segunda Guerra, como el sajal Sak Suutz’, aunque también es probable que fueran sacrificados. El Pasaje 5 de la Estela 12 narra que en el día 18 de marzo del 559 “ascendió a Pakab’u’ul” el señor Chan Ch’e’en Suutz’ ...Aj Ihk’ ... Posteriormente hay un cartucho erosionado y luego se lee el nombre y título de un gobernante de Piedras Negras,  “El de ..., Sagrado Señor de Yokib'”,  quien  realizó  una acción desconocida  “ante la presencia de Kuuch K’in B’ahlam”. Este pasaje ha sido interpretado por Houston et al. como el pago de tributo de Piedras Negras a Pomoná, resultado de un conflicto en el que Piedras Negras fue incendiada y destruida a finales del Clásico Temprano.
El Pasaje 5 de la Estela 12 evoca este antiguo enfrentamiento del 13 K’an 2 Wayeb’ (559 d. C.), y lo liga con el siguiente pasaje, que refiere la Segunda Guerra, acaecida en el día 1 Kawak 2 Wayeb’ (794 d. C.). Ambas fechas coinciden con la misma fecha haab’, 2 Wayeb’. Es posible que la Segunda Guerra haya consistido en el sacrificio de los sajalo’ob’ de Pomoná que fueron capturados durante la Primera Guerra (792 d. C.). La elección de la fecha de ejecución ciertamente no fue gratuita. K’inich Yat Ahk II aguardó la llegada de un día 2 Wayeb’ para vengar a su remoto antecesor, el “Sagrado Señor de Yokib'”, víctima de la lejana guerra realizada por los señores de Pomoná en un día 2 Wayeb’. Este último acto quizá fue considerado sacrílego, pues tomaron por asalto la ciudad de Yokib’ mientras sus habitantes practicaban la abstención y la penitencia, actividades rituales propias del Wayeb’. 
El Pasaje 6 finaliza con la expresión [ye[j]te’] yat ahk, “esa fue la Lanza Afilada (acción guerrera) de Yat Ahk”, expresión que también puede aludir a la muerte sacrificial, otra forma de acción bélica. En ese sentido, se puede considerar la “Segunda Guerra” contra Pomoná no fue sólo una guerra de combate, sino también de sacrificio, cuando los prisioneros fueron muertos al filo de la lanza [yejte’].

### Decadencia y abandono
Trece años después de la Segunda Guerra contra Pomoná, el 9 de abril de 808, K’inich Yat Ahk II es mencionado en el Dintel 10 de Yaxchilán como cautivo del gobernante local K’inich Tatb’u Jol. No se sabe cuándo tuvo lugar ni cómo fue la batalla que Yat Ahk sostuvo contra el señorío de Yaxchilán, pero lo cierto es que fue derrotado. Los arqueólogos del Proyecto Arqueológico Piedras Negras sostienen que hay evidencias de este violento enfrentamiento en el que el ejército de Yaxchilán habría invadido y asolado la ciudad de Yokib’: vasijas quebradas, halladas en el piso de la Estructura J-12; la destrucción intencional del Trono 1, cuyos fragmentos fueron encontrados esparcidos en el piso y las escalinatas de la Estructura J-6 (Fig. 41c); bancas fracturadas en las estructuras J-11 y J-18 y la remoción intencionada del Panel 15, originalmente ubicado en la cima de la Estructura J-4 y hallado al nivel de la plaza, así como el «colapso sistemático de los dinteles del palacio». 
Sin  embargo, otra interpretación propuesta por Isabel García Juárez es que tras la caída de K’inich Yat Ahk II en el 808, accedió al mando otro jerarca, el “Gobernante 8”, quien mandó labrar el Altar 3, que registra la conmemoración del K’atun 9 Ajaw, el 24 de junio de 810, el último que se celebró en Yokib’. El Gobernante 8 no logró restablecer al señorío de la crisis en la que se sumió tras la dura derrota contra Yaxchilán. Quizá, los habitantes de Yokib’, hartos y cansados de las guerras y de los gobernantes que las habían promovido, fueron los autores de la destrucción de los edificios, los bienes suntuarios y  los monumentos. De manera significativa, el respaldo del Trono 1, que muestra los bustos de K’inich Yat Ahk II y de Mo’ Jol Chaahk, fue violentamente arrojado por las escalinatas de la Estructura J-6. Ellos, junto con sus dioses de la guerra, fueron aborrecidos; sus recintos, execrados, y sus representaciones, mutiladas. Así, el glorioso Linaje de las Tortugas, que antaño dominó grandes poblaciones, terminó sus años entre la muerte y la  destrucción. El caos reinó durante algunos años y la ciudad fue gradualmente abandonada. Con el paso del tiempo, sus edificios y monumentos fueron desdibujándose entre la vegetación selvática.

## Arquitectura

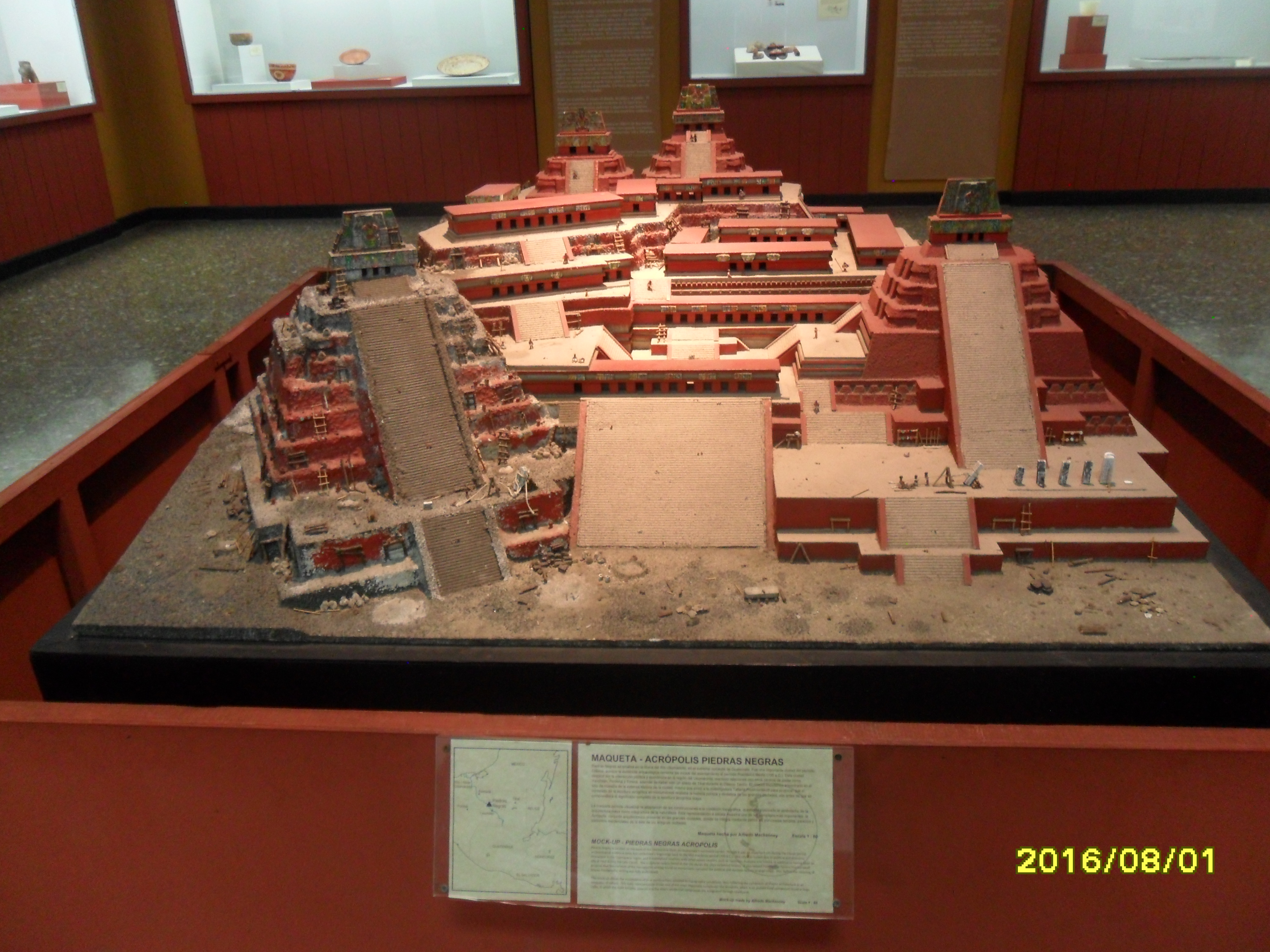
Maqueta de Acrópolis Piedras Negras, en Museo Nacional de Arqueología y Etnología de Guatemala

La arquitectura de Piedras Negras, está considerada entre las más hermosas de las ciudades mayas de la Cuenca del Usumacinta, pues aunque no tiene edificios tan grandes como Tikal o El Mirador, tiene ricos detalles de diseño.
El sitio tiene dos campos de juego de Pelota, hay varios palacios abovedados, así como Templos Piramidales, incluyendo una que está conectada a una de las varias cuevas del lugar. Lo más destacado sin embargo son sus finas estelas y paneles grabados, de los mejor calidad en el área maya. En la orilla del río Usumacinta, hay un risco que tiene grabado el Glifo Emblema de Yokib'. 
Un aspecto característico de Piedras Negras, es la existencia de ocho baños de vapor. El baño siete, que fue dibujado por la arqueóloga rusa Proskouriakoff, es uno de los más emblemáticos, y de los más elaborados que existen en el mundo maya. Es el único que tuvo arquitectura monumental y está localizado en un espacio ceremonial. A la salida se ubica un cuarto con bancas donde los usuarios se podían cambiar. Tiene puerta trasera donde ponían las piedras calientes.
Este sitio tiene más baños de vapor que cualquier otro en toda la región, y hay una gran variedad en su construcción, lo que lo hace único.

## Galería de imágenes
Ejemplos de las estelas encontradas en Piedras Negras y el área de la cuenca del Usumacinta

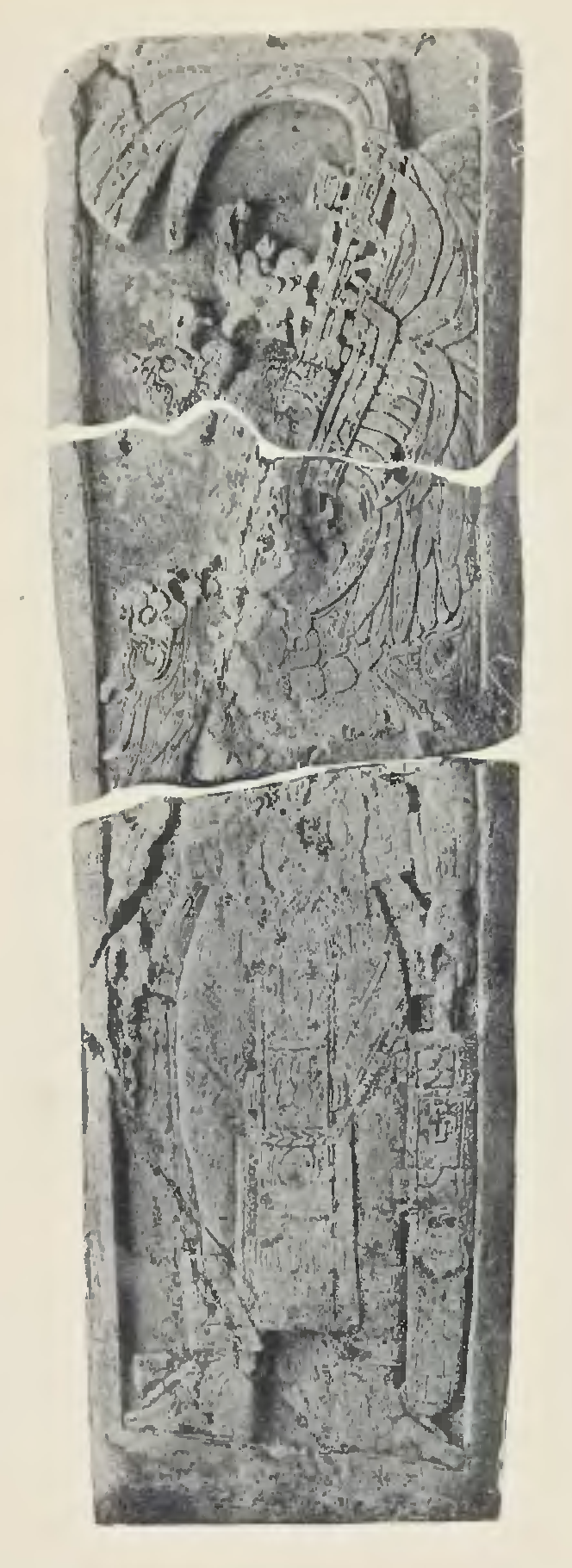
Placa XV 1
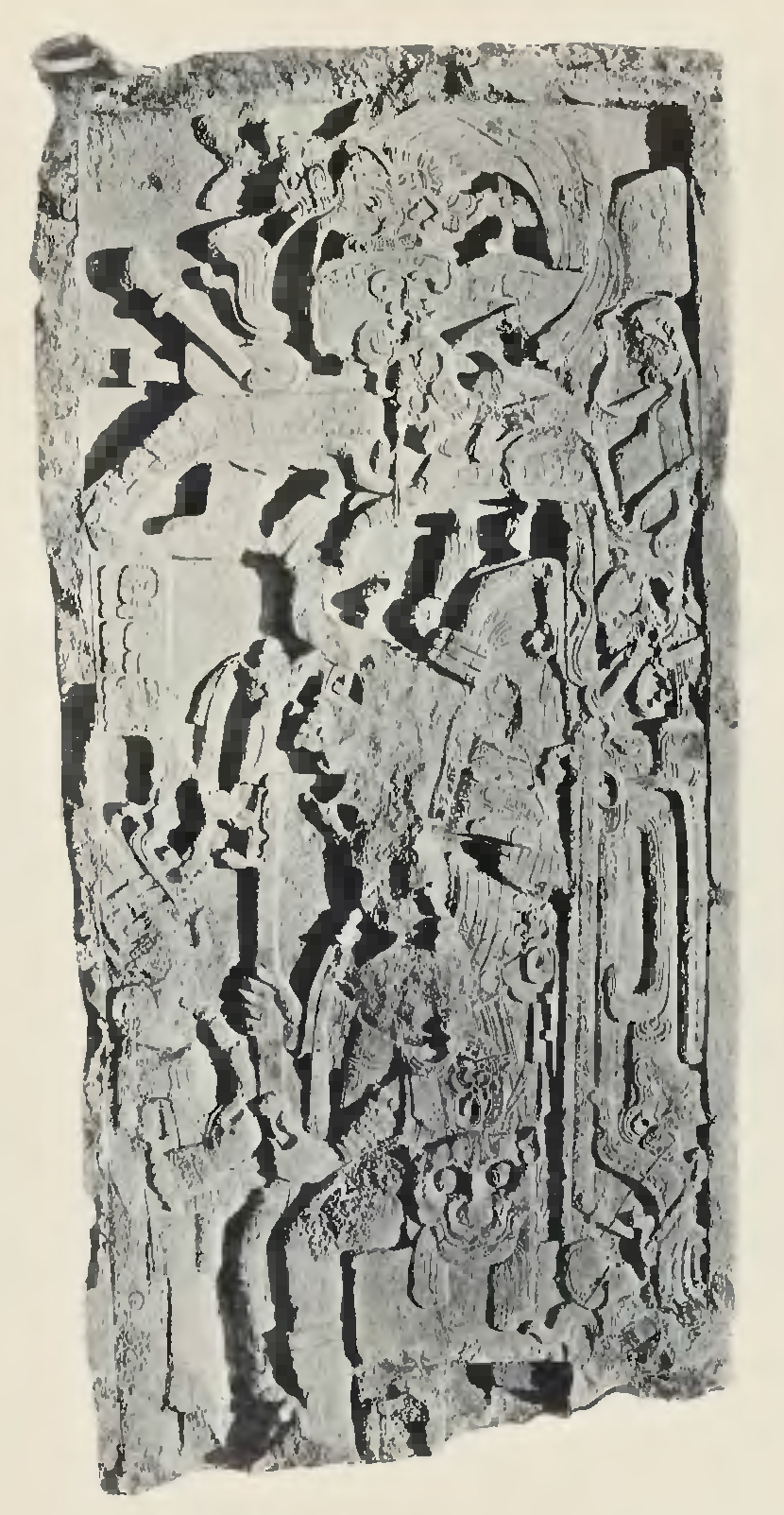
Placa XV 2
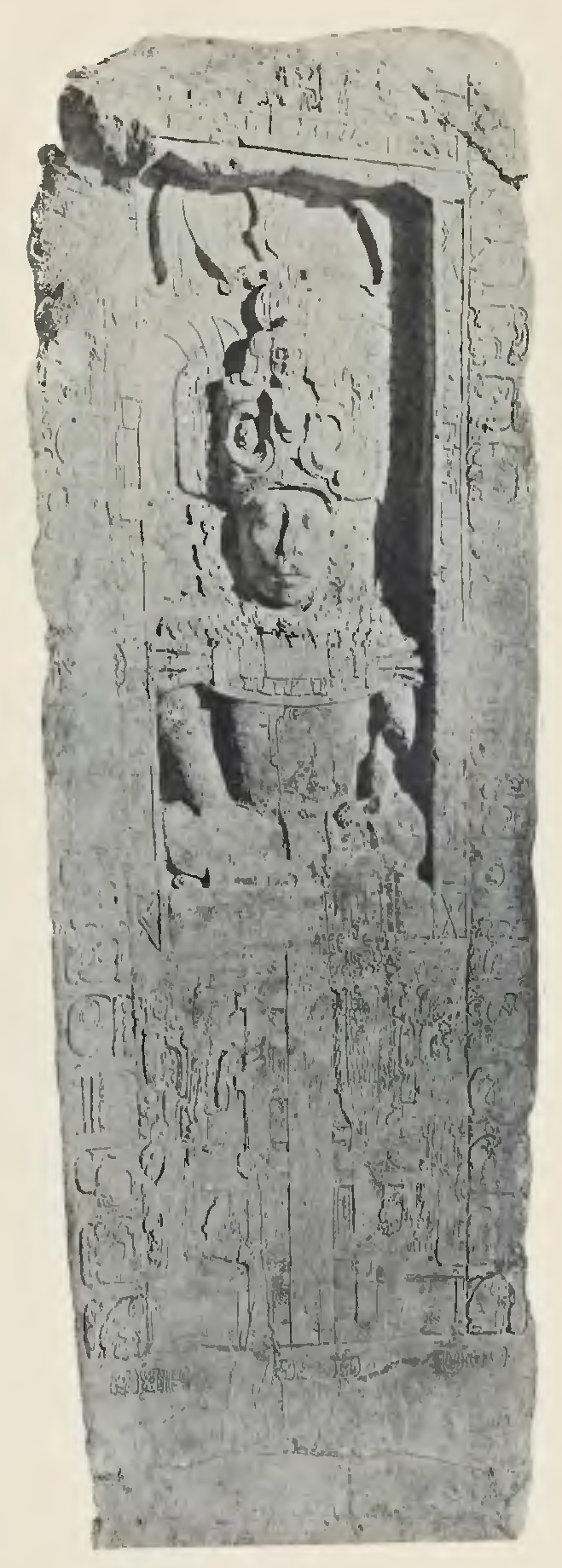
Placa XV 3
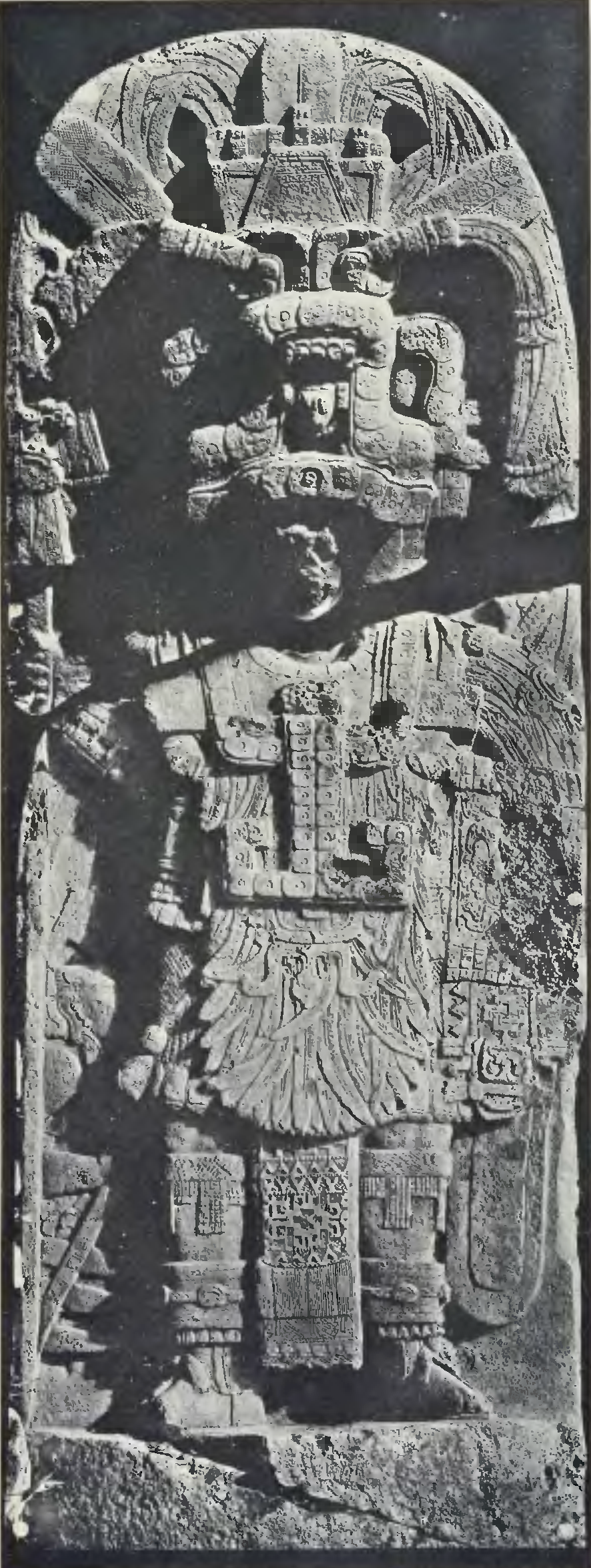
Placa XVI
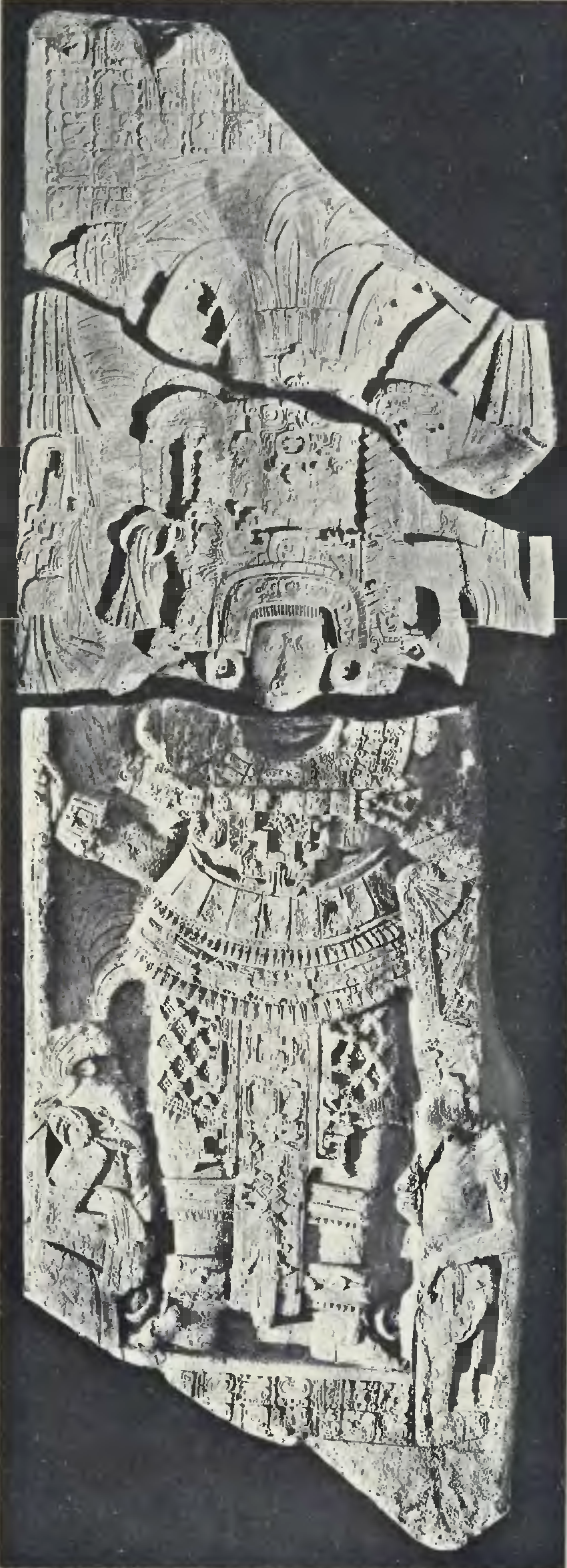
Placa XVII